# Brickebacken
Brickebacken o Brickeberg. És una zona residencial de la ciutat d'Örebro (Suècia). Es troba a uns quatre kilòmetres al sud-est del centre de la ciutat i molt a prop de la zona universitaria. Fou construït durant els anys 1969 i 1972. Durant la dècada dels 70, aquesta zona era de lloguer molt assequibles pel qual es va fer popular, sobretot per estudiants.
Brickebacken es troba al costat de boscos, pujols i zones de temps lliure. Té tota mena de serveis de primera mà, com església, biblioteca, molt poques botigues, dues pizzeries, una escola infantil, un gimnàs, una piscina municipal, etc.
Hi ha connexions freqüents d'autobusos amb la ciutat d'Örebro. El barri té el seu propi club esportiu "Brickebackens SI" i una escola de preparació per als més joves, en la que poden practicar el fútbol o el beisbol, però també es pot practicar altres tipus d'esports.

## Història
La zona era coneguda per "Förkastningsbrant" al separar-se de la universitat i d'Örebro. En la zona hi havia una vila que duia aquest nom amb què batejaren aquesta zona residencial.
Aquí va passar els primers anys de la seva vida, Daniel Westling (1973).